# Église Saint-Pierre-en-Antioche d'Ascq
L'église Saint-Pierre-en-Antioche est une église située place Charles-de-Gaulle, dans le village d'Ascq, aujourd'hui quartier de Villeneuve-d'Ascq.

## Dénomination
L'église est fréquemment appelée « l'église Saint-Pierre d'Ascq » pour la différencier de l'église Saint-Pierre de Flers-Bourg située dans le village voisin de Flers. Le vocable de « Saint-Pierre » s'expliquerait par l'appartenance de l'église au chapitre Saint-Pierre de Lille.

## Historique
On trouve une trace d'une église dédiée à saint Pierre en Antioche à Ascq dès 1128 dans le patrimoine de l'abbaye Saint-Calixte de Cysoing, dont elle dépendait,.
L'église Saint-Pierre-en-Antioche d'Ascq existe depuis la fin du XVe siècle. À cette époque, il s'agit d'un bâtiment sans clocher constitué de pierre blanche calcaire, les murs ayant un soubassement de grès. Une enquête fiscale de l'époque évoque une intervention dans les toitures,. Si le chœur date du XVe siècle, la grande nef date du XVIe siècle.
En 1618 une confrérie de Notre-Dame de Montaigu fut érigée à Ascq par Maximilien Vilain de Gand, évêque de Tournai,. Il en reste dans l'église un tableau peint en ex-voto au XVIIIe siècle.
En 1753, divers travaux ont lieu dans l'église : le maréchal d'Annappes recharge les trois battants de cloche de l'église, celui d'Ascq travaille au clocher ; un maçon et un charron viennent tailler des boiseries dans l'église (enlevées en 1895 car abîmées par l’humidité),.
Vers 1760, le chœur est transformé pour recevoir la tapisserie Les Noces de Cana,.
En 1767, divers travaux sont de nouveaux effectués, notamment pour le clocher et les vitraux.
En 1770, une nouvelle cloche, nommée Louise, est ajoutée aux trois déjà en place dans le vieux clocher. Les trois plus vieilles seront à leur tour remplacées en 1779, elle s'appelleront par le prénom de leur marraine : Victoire, en l'honneur  sa marraine Alexandrine Victoire Libert ; Angélique pour Marie Angélique Desplanque ; Augustine pour Marie Augustine Saladin - parente (vraisemblablement la sœur) du vicaire d'Ascq Philippe François Joseph Saladin (1740-1792) et épouse de Louis Joseph Barrez (?-1789), bailli, notaire royal et greffier d'Ascq de 1737 à 1767,.
Sous la Terreur, les biens des émigrés sont confisqués. De même, l'argenterie et les objets de cultes de l'église Saint-Pierre d'Ascq sont inventoriés, envoyés à Lille et récupérés par l'État. L'église Saint-Pierre-en-Antioche d'Ascq est mise en vente le 27 mars 1799, comme celle d'Annappes et celle de Flers. Estimée à 1600 livres, elle est adjugée au citoyen lillois Sébastien Delplanque, pour 102 000 francs, terrain et cloche non compris. Il est probable que l'acquéreur ne vint pas prendre possession de son bien par peur de la réaction des fidèles. Après le Concordat, elle est restituée aux religieux.
L'église est complètement modifiée au XIXe siècle. En 1819, une nouvelle toiture est installée. En 1821, un nouveau pavement remplace l'ancien fait de pierres bleues. En 1827, une nouvelle grosse cloche, baptisée Eugénie Aldegonde est fournie à l'église ; fêlée, elle est refondue et finalement installée en 1842. Le clocher est construit en 1842 avec une flèche élancée et quatre petits clochetons,,,. Il est entièrement construit en brique, l'usage de la brique étant à cette époque une nouveauté pour le village. Toujours en 1842 sont construites les chapelles latérales (au frais du curé Célestin Dillies) et une nouvelle sacristie, l'église est allongée d'une travée et le plafond et les murs sont plâtrés. En 1843, deux moyennes cloches sont installées à côté de la grosse, elles sont appelées Françoise Amélie et Pétronille Albertine. Vers 1865, les vitraux  du chœur sont installés.
En 1895 et les années qui suivent, le cimetière qui s'étendait autour de l'église est désaffecté ; les morts sont exhumés et déménagés au nouveau cimetière rue de l'abbé Lemire (alors rue du Père-Lachaise),. Le plâtre des colonnes datant de 1842 est enlevé.
Le 6 mars 1906, le curé d'Ascq Géry Roger refuse d'ouvrir l'église au percepteur de l'État chargé de faire l'inventaire des biens de la paroisse. La grand'porte doit être cassée à la hache par les gendarmes. Une statue du christ sur la croix, appelée « Christ des Inventaires », sera faite avec les débris de la porte.
Le 22 février 1917, les trois grosses cloches de 1842 et 1843 et les neuf petites cloches du carillon sont descendues par les Allemands et envoyées en Allemagne. Les trois cloches principales furent remplacées en 1922 par la municipalité sur les dommages de guerre de l'église,. La plus grosse sera prénommée Louise-Marthe (1100 kilos) ; les deux moyennes Clémence-Justine (700 kilos) et Jeanne-Georgette (600 kilos) ; leur ton est mi, la, sol,. Le carillon est réinstallé en 1923 par l'horloger roubaisien René Catoire. Ce carillon composé de neuf cloches chante à l'heure lʼAlleluia et à la demie lʼAve Maria.
Dans les années 1920 et 1930, les quatre petits clochetons de l'église disparaissent lors d'une restauration du clocher.
En 1932, l'architecte René Dupire cache les pierres de Lezennes par le revêtement actuel de carreaux de céramique et de briques orange,,. La grand'porte de l'église cassée en 1906 est remplacée.
De 1948 jusque 1951, l'église est restaurée,. À cette occasion, les ouvriers ont recueilli une pièce de monnaie à l'effigie du duc de Bourgogne Philippe le Bon dans le soubassement.
En 2011, le mur du presbytère est détruit et la place de l'église est agrandie pour créer le square Valentine-Guermonprez, du nom d'une des veuves du Massacre d'Ascq.
En 2016, une restauration extérieure de l'église est effectuée (charpente, couverture, vitraux, façades). La maîtrise d'ouvrage est la marie de Villeneuve d'Ascq, la maîtrise d'œuvre est confiée à l'architecte arrageois Vincent Brunelle. La durée des travaux est estimée à 22 mois et coûtera 1 671 000 €. Cette somme est financée à hauteur de 95 % par la ville de Villeneuve d'Ascq et les 5 % restants par des dons de particuliers via la Fondation du Patrimoine.

## Mobilier

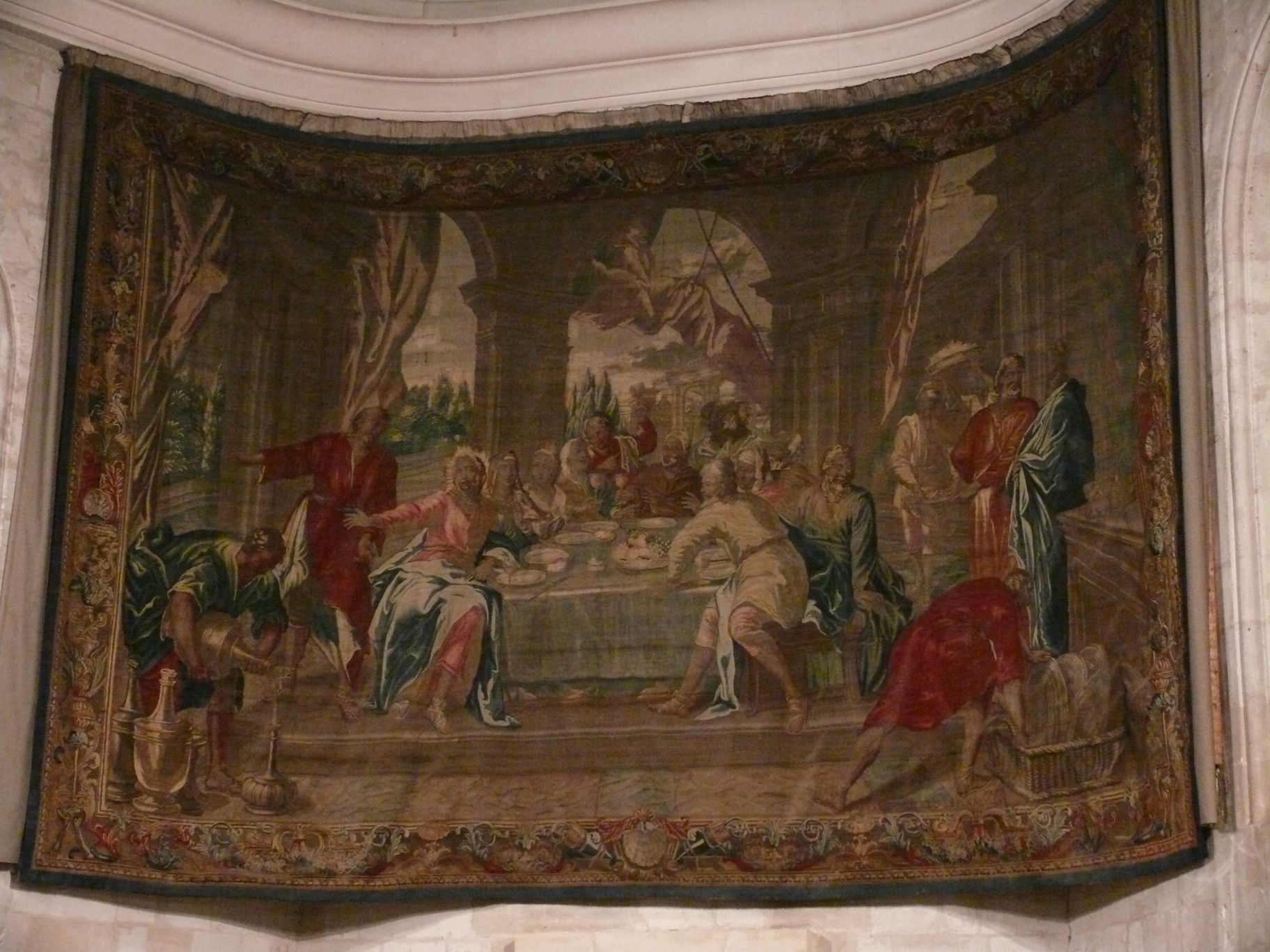
Tapisserie Les Noces de Cana.

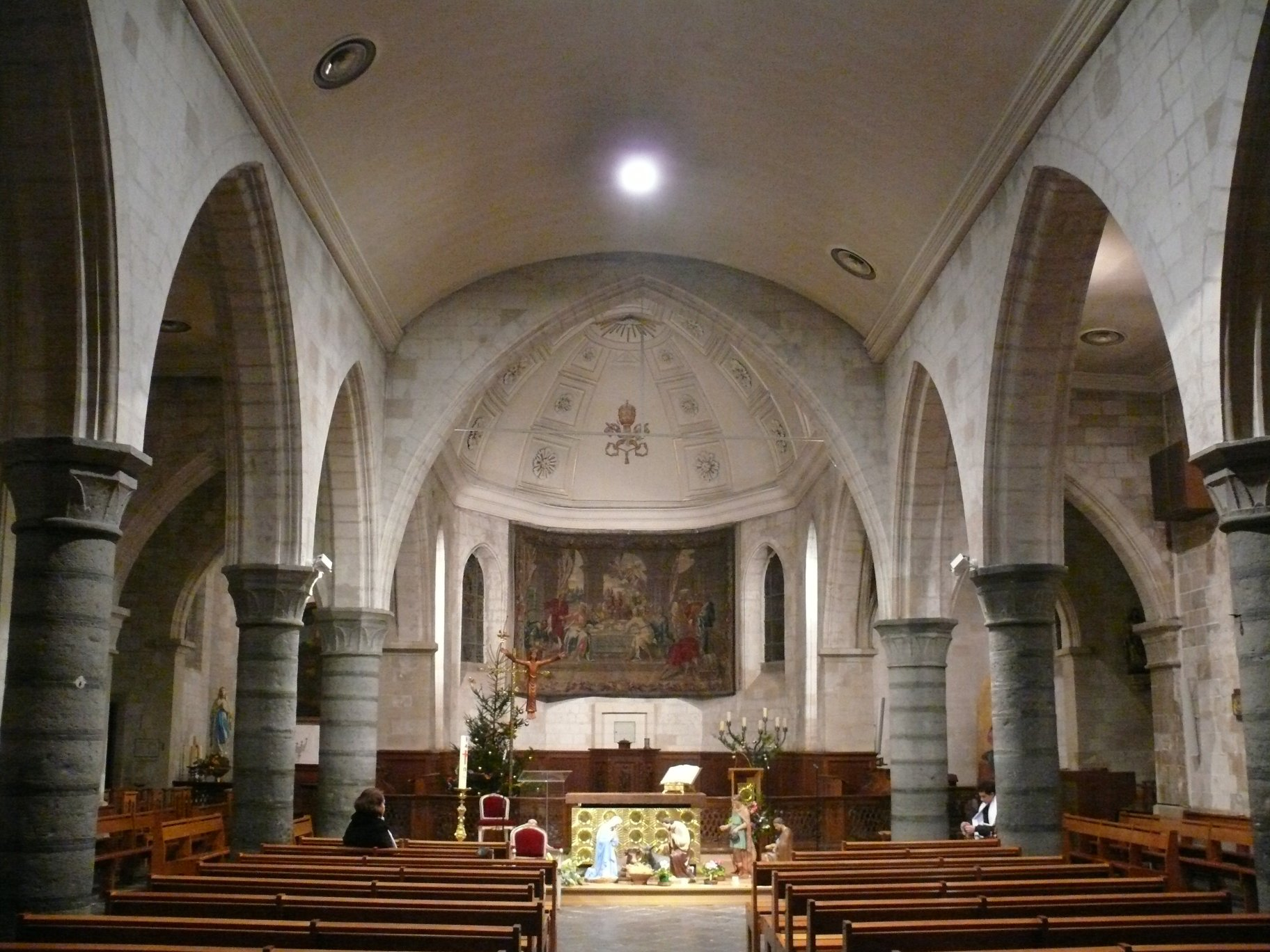
Intérieur de l'église.

L'église possède depuis le XVIIIe siècle une grande tapisserie de 6,60 m × 3,50 m, classée monument historique en 1906, Les Noces de Cana, réalisée par le tapissier lillois Guillaume Verniers en 1735, d'après les cartons de Bernard-Joseph Wamps,,,. Cette tapisserie faisait partie d'un lot de six pièces dans le cadre d'une commande de Françoise Lachez, veuve de Michel Freco, qui ont orné le chœur de l'église Saint-Sauveur de Lille avant d'être vendues comme bien nationaux à la Révolution ; il en reste trois autres au musée de l'Hospice Comtesse (à l'origine, deux au musée archéologique de Lille et une dans l'église de Fresnes),. La tapisserie, représentant un banquet dans la nature présente un décor à la Véronèse,,. Cette tapisserie a été restaurée par l'entreprise Chevalier Conservation de Colombes, avec une subvention du Conseil général du Nord.
Une copie d'un tableau de Baroccio, dont l'original est à Bruxelles, La vocation de Saint-Pierre, a dominé le maître-autel en remplacement des Noces de Cana (placée alors dans le grenier du presbytère) du milieu du XIXe au milieu du XXe siècle ; il a été remisé par Louis Wech.
L'église possède un ostensoir en argent.
L'église possède une table de communion en chêne à la mode flamande, avec des ajouts travaillés ainsi qu'un confessionnal de style baroque avec des colonnes torses en bois de chêne daté de 1683 ; d'auteurs anonymes, ces deux meubles sont classés par le Ministère de la culture,,.

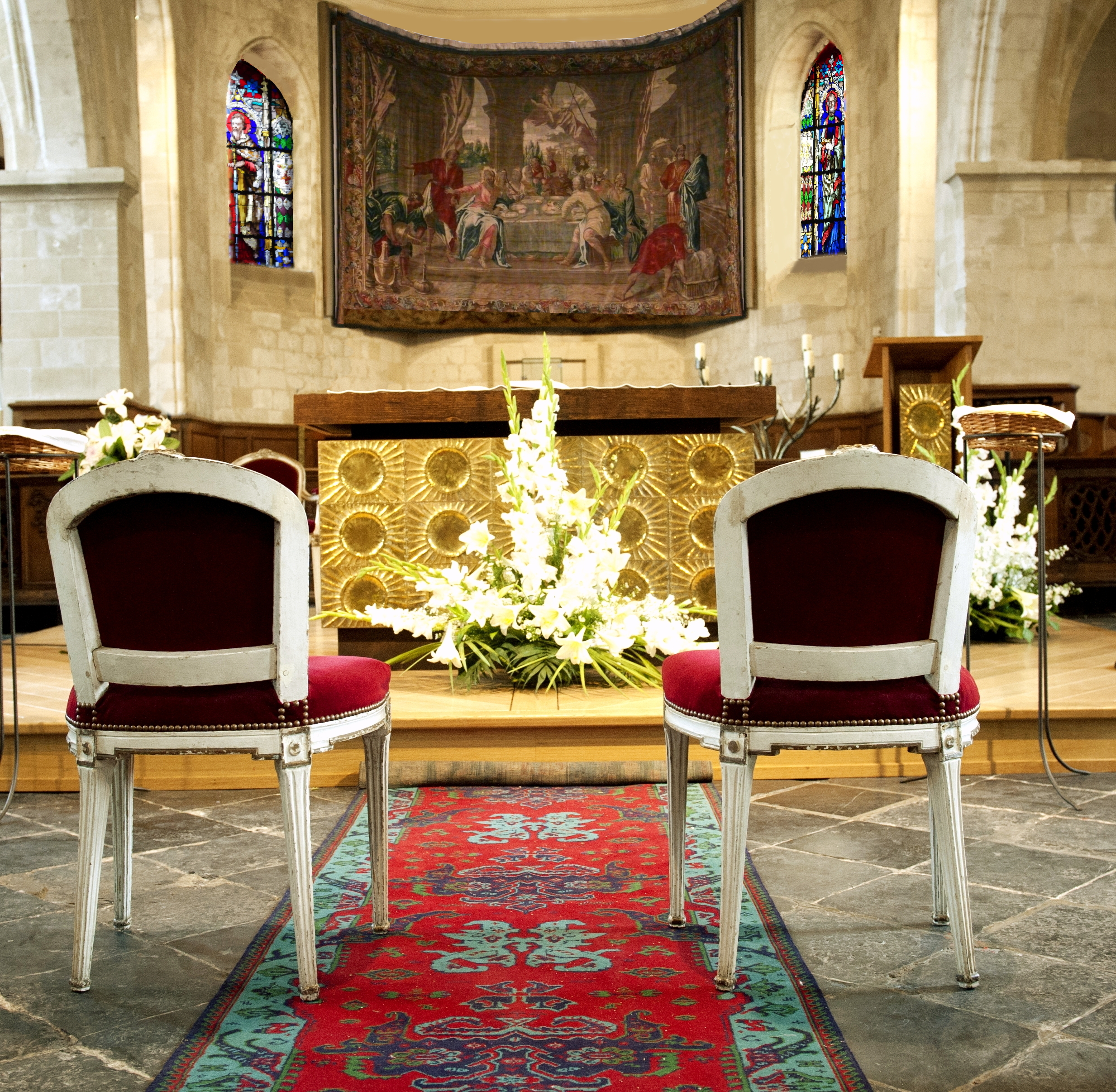
Chœur de l'église Saint-Pierre-en-Antioche d'Ascq

Sur les vitraux du chœur de l'église, placés vers 1865 et représentant saint Pierre et saint Paul, on trouve les armoiries du comte de Sainte-Aldegonde (derniers seigneurs de Roques) avec la devise « E rupe salus »,,. Sur les vitraux des chapelles latérales sont représentés saint Joseph et la Sainte Vierge. La chapelle de la Vierge est ornée d'un retable qui représente Notre-Dame de Montaigu : une statue de la Vierge avec Jésus dans les bras et des enfants à ses pieds implorant leur guérison (il y avait une confrérie Notre-Dame de Montaigu érigée à Ascq au XVIIe siècle par Jacob Maximilien Vilain de Gand, évêque de Tournai ; il est probable que cela date de cette époque).
L'église possède un carillon depuis le XIXe siècle.

## Architecture

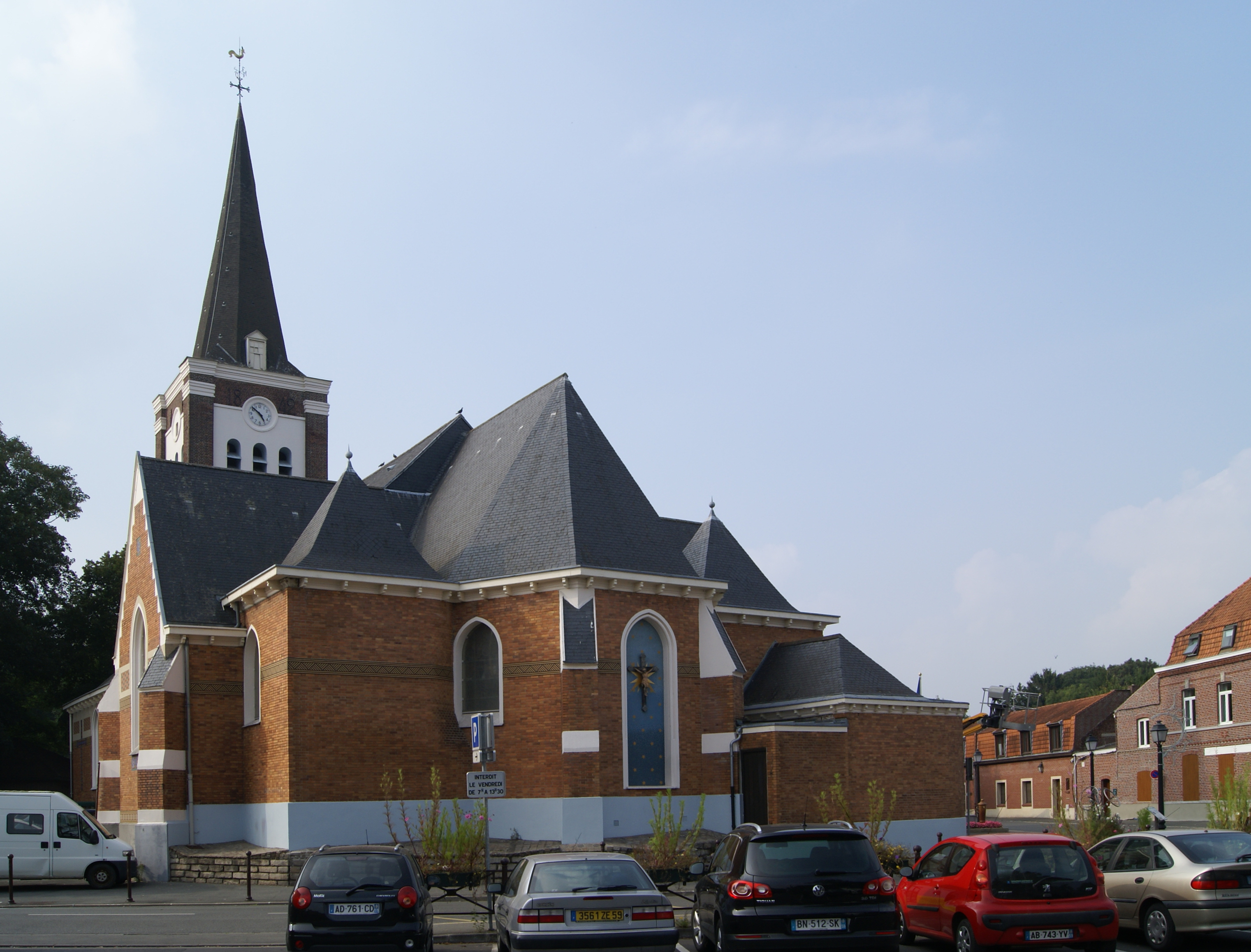
Vue de l'arrière de l'église.

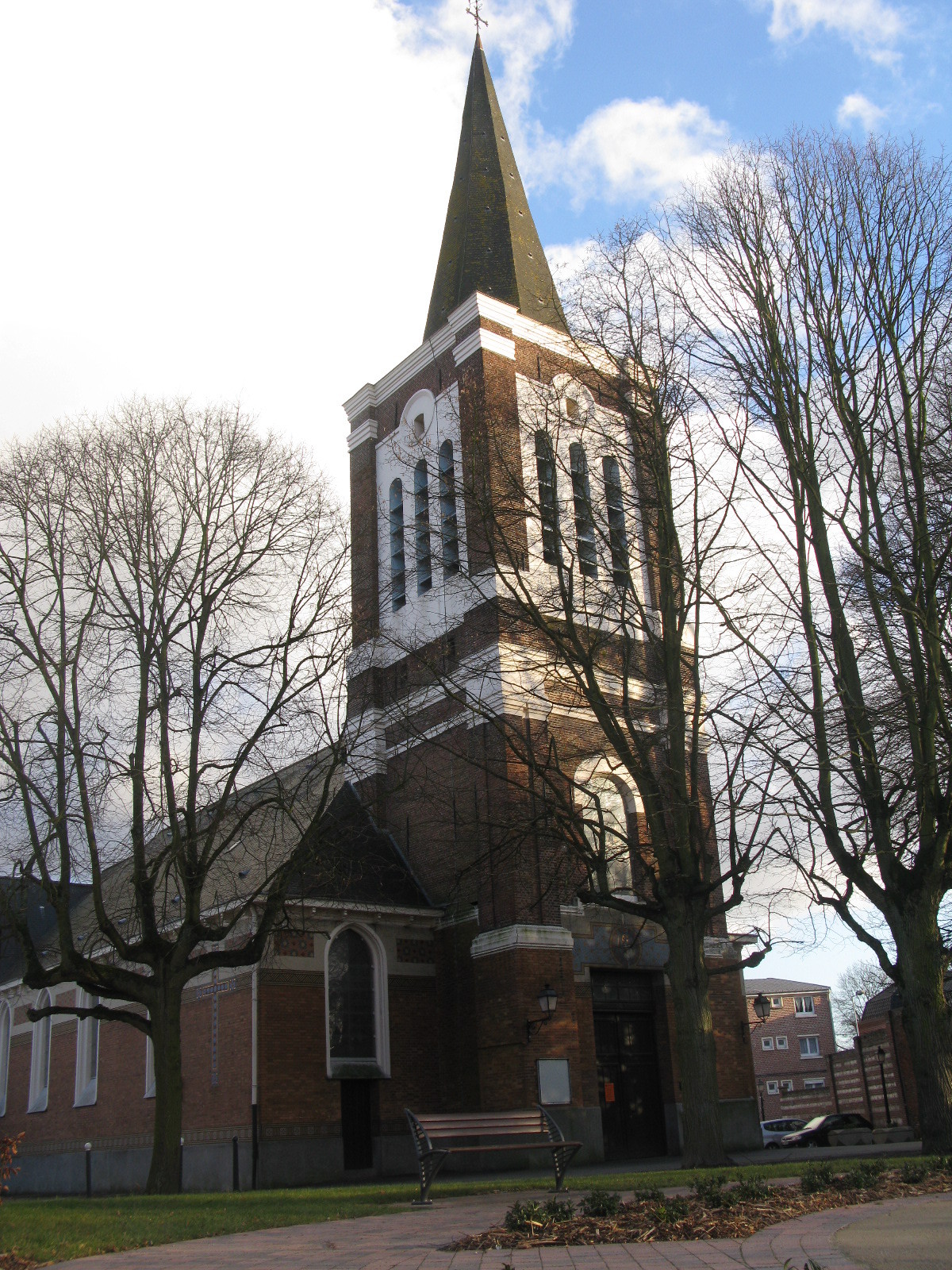
Église vue du square Valentine-Guermonprez.

Le chœur est tourné vers l'est, c'est-à-dire vers Rome et Jérusalem.
La nef centrale et le transept sont typiques du XVe siècle,. Les arcades de la nef reposent sur des colonnes à tambours en pierre de Tournai, aux chapiteaux sculptés avec des « feuilles d'eau » rares dans la région,.
L'église a été construite à l'aide de moellons extraits des carrières de Lezennes, avec un soubassement en grès. Les briques sont fabriquées dans des briqueteries ascquoises à partir de l'argile du village.
Les chapelles latérales datant du XVIIIe siècle sont faites d'assises en pierres blanches et de briques ; elles ont été plâtrées entièrement, colonnes comprises (elles ont été décapées en 1895), par souci d'harmoniser l'ensemble.
L'aspect extérieur de cet édifice relève d'un style caractéristique du Nord de la France du XIXe siècle et XXe siècle avec ses briques rouges.

## Pierres tombales
Dans le transept nord, on trouve une pierre (probablement funéraire) présentant une sculpture aux armes de Jean Desrumeaux, abbé de Cysoing de 1611 à 1619,.
Les grandes plaques de marbre blanc, en partie recouvertes par l'autel, abrite les corps des comtes de Sainte Aldegonde, propriétaires de la ferme de Roque, notamment Albert de Sainte Aldegonde décédé en 1817,.
On trouve aussi dans le chœur les pierres tombales de Pierre Norman, pasteur d'Ascq, décédé en 1711 ; de Charles François Cousin, pasteur de Froiennes et d'Ascq, décédé en 1752 ; d'Antoine François Larchez, curé d'Ascq décédé en 1786.